# 趙式明
趙式明，BBS（1974年—）現任職華光控股有限公司董事長、中國人民政治協商會議江蘇省委員會常委、挪威駐香港領事館榮譽領事。

## 社會職務
趙式明同時擔任香港嶺南大學校董、香港職業訓練局海事服務業訓練委員會主席、波羅的海國際航運公會候任主席、香港江蘇社團總會常務副會長、青年教育委員會主任、香港江蘇青年總會永遠會長等社會職務。
2021年3月，香港政府委任趙式明由2021年6月起出任香港機場管理局成員，為期三年。